# Киренский округ (Сибирский край)
Киренский округ — административно-территориальная единица Сибирского края, существовавшая в 1926—1930 годах.
Киренский округ был образован 28 июня 1926 года из Киренского уезда Иркутской губернии. Центром округа был назначен город Киренск. Округ был разделён на 5 районов:
- Казачинский район. Центр — село Казачинское
- Макаровский район. Центр — село Макарово
- Преображенский район. Центр — село Преображенское
- Усть-Кутский район. Центр — село Усть-Кут
- Чечуйский район. Центр — село Чечуйск.

В 1929 Макаровский, Преображенский и Чечуйский район были объединены в новый Киренский район с центром в городе Киренске.
30 июля 1930 Киренский округ, как и большинство остальных округов СССР, был упразднён. Его районы отошли в прямое подчинение Восточно-Сибирского края.
Население округа в 1926 году составляло 49,2 тыс. человек. Из них русские — 97,4 %.